# Caractère d'appel
Pour les articles homonymes, voir BEL.
En informatique, dans les standards de codage des caractères, le caractère d'appel, abrégé BEL (de l'anglais bell character), est un caractère qui, lorsqu'il est envoyé à une imprimante ou à un terminal, provoque l'émission d'un signal sonore : une véritable cloche à l'origine (d'où son nom de bell en anglais), puis un bip généré par le haut-parleur interne.
Dans un émulateur de terminal, ce signal sonore peut aussi être accompagné d'un dispositif d'alarme visuelle : un bref clignotement ou un passage en couleurs inverses de la fenêtre concernée, afin que l'utilisateur puisse savoir de laquelle il s'agit.
Contrairement aux autres caractères, rien n'est imprimé ou affiché lorsqu'il est transmis, et il fait donc partie des caractères de contrôle.
Dans la norme ISO/CEI 646, et notamment dans sa variante américaine l'ASCII, il porte le code 7 en décimal, et on le représente par ^G. Les spécifications de l'ISO le définissent ainsi :
| « A control character that is used when there is a need to call for attention; it may control alarm or attention devices. » | « Un caractère de contrôle qui est utilisé lorsqu'on a besoin d'attirer l'attention ; il peut contrôler une alarme ou un dispositif d'alerte. » |

Un caractère d'appel existait déjà :
- dès 1874 dans le code Baudot, qui servait pour les communications entre téléscripteurs : envoyer un caractère d'appel permettait d'attirer l'attention de l'opérateur situé à l'autre bout de la ligne ;
- puis dans l'EBCDIC utilisé par IBM pour les cartes perforées.

Dans le langage de programmation C, le caractère d'appel est représenté par '\a' (pour alert, attention ou audible).
Dans l'interpréteur de commandes de Windows, l'utilisateur peut obtenir un caractère d'appel en saisissant la ligne de commandes :
echo ^G
(où ^G est obtenu en pressant simultanément les touches Ctrl et G) puis valider par la touche entrée.